# سوسن أباد (مشهد ميقان)
سوسن أباد (بالفارسية: سوسن‌آباد) هي قرية تقع في إيران في قسم مشهد میقان الريفي. يقدر عدد سكانها بـ 454 نسمة .